# Le Mesnil-au-Grain
Le Mesnil-au-Grain is een gemeente in het Franse departement Calvados (regio Normandië) en telt 60 inwoners (2009). De plaats maakt deel uit van het arrondissement Caen.

## Geografie
De oppervlakte van Le Mesnil-au-Grain bedraagt 4,2 km², de bevolkingsdichtheid is dus 14,3 inwoners per km².
De onderstaande kaart toont de ligging van Le Mesnil-au-Grain met de belangrijkste infrastructuur en aangrenzende gemeenten.

## Demografie
Onderstaande figuur toont het verloop van het inwonertal (bron: INSEE-tellingen).
Vanwege een beveiligingsprobleem met de MediaWiki Graph-software is het momenteel niet mogelijk deze grafiek weer te geven. Zodra de software is bijgewerkt zal de grafiek vanzelf weer zichtbaar worden.
1. ↑  Populations de référence 2022.